# Chenin blanc
Lo Chenin blanc (conosciuto anche col nome Pineau de la Loire) è un vitigno francese a bacca bianca dalla Valle della Loira in Francia.
Lo Chenin può produrre vini molto blandi e neutri se non si controlla il vigore naturale della vite. Al di fuori della Loira, si trova nella maggior parte delle regioni vinicole del Nuovo Mondo; è la varietà più diffusa in Sud Africa, dove storicamente era anche conosciuta come Steen.

## Origine

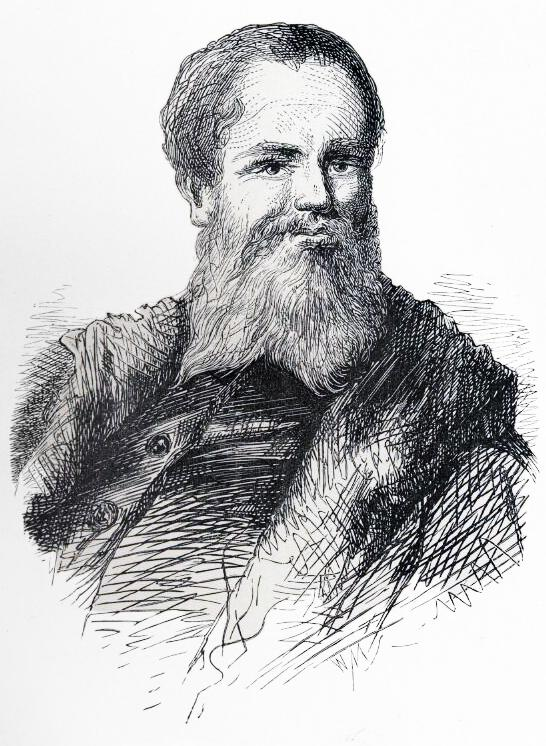
Le opere dello scrittore francese François Rabelais indicano che lo Chenin blanc era un'uva importante nella Valle della Loira nel XVI secolo.

Il francese ampeolografo Pierre Galet teorizzava che il Chenin blanc era originario dell'Angiò dove la coltivazione è attestata già a partire dal IX secolo potrebbe essere stato ottenuto, per selezioni successive, dal Chenin noir. Nei secoli successivi si estende alla Turenna dove prende il suo nome attuale, probabilmente dal Monte Chenin. L'uva potrebbe essere stata la varietà descritta in due concessioni fondiarie reali di Carlo il Calvo nell'845 dettagliate nei registri dell'abbazia di Glanfeuil come coltivata sulla riva sinistra della Loira in vigneti appartenenti a individui con il nome di Soulangé e Bessé.  
Lo scrittore francese François Rabelais (1494–1553) scrisse entusiasticamente dei vini bianchi d'Angiò e cita le qualità medicinali delle uve alla fine del capitolo XXV di Gargantua:  

### Relazione con altre uve
Nel 1999, l'analisi del DNA ha mostrato che Chenin blanc ha una relazione genitore-figlio con l'uva da vitigno Savagnin. Ulteriori prove del DNA mostrano che lo Chenin blanc condivide una relazione tra fratelli con Trousseau e Sauvignon blanc (entrambe le uve probabilmente progenie di Savagnin), il che suggerisce fortemente che Chenin blanc sia la progenie e Savagnin sia la varietà madre. Attraverso il rapporto fratellastro di Chenin con il Sauvignon blanc, l'uva è imparentata come una varietà di zio/zio con l'uva da vino bordolese Cabernet Sauvignon, che è la progenie del Sauvignon blanc e del Cabernet Franc.
Nel corso degli anni, lo Chenin blanc è stato spesso confuso anche con altri vitigni con i quali non sembra avere uno stretto legame genetico.

## Coltivazione
Attualmente è ampiamente coltivato, oltre che nella Valle della Loira, in  Argentina, Cile, California, Nuova Zelanda, Australia e Sudafrica.  
Lo Chenin è l'unico vitigno autorizzato per la produzione di vini sia secchi sia liquorosi, tra i quali troviamo i seguenti: Montlouis, Chaume, Jasnières, Savennières, Bonnezeaux, Coteaux du Layon, Coteaux de l'Aubance e Quarts de Chaume.

## Sinonimi
Nel corso degli anni, Chenin blanc è stato conosciuto con una varietà di sinonimi, tra cui Agudelo (in Spagna), Agudillo (Spagna), Anjou, Blanc d'Aunis, Blanc d'Anjou, Capbreton blanc (Landes, Francia), Confort, Coue Fort, Cruchinet, Cugnette, Feher Chenin, Franc blanc (Aveyron, Francia), Franche, Gamet blanc (Aveyron, Francia), Gros Chenin (in Maine-et-Loire e Indre-et-Loire), Gros Pineau (in Touraine) , Gros Pinot Blanc de la Loire, Gout Fort, Luarskoe, Pineau d'Anjou (a Mayenne), Pineau de Briollay, Pineau de la Loire (a Indre-et-Loire), Pineau de Savennières, Pineau Gros, Pineau Gros de Vouvray , Pineau Nantais, Plant d'Anjou (in Indre-et-Loire), Plant de Brézé, Plant de Salces, Plant de Salles, Plant du Clair de Lune, Quefort, Rajoulin, Ronchalin, Rouchelein, Rouchelin (in Gironda e Périgord) , Rouchalin, Rougelin, Steen (Sud Africa), Stein, Tête de Crabe, Vaalblaar Stein e Verdurant.